# Битва під Коллаа
Битва під Кóллаа (фін. Kollaan taistelu) — бойові дії між Фінляндією та СРСР у ході Радянсько-фінської (Зимової) війни 1939—1940 рр., що точилися у Ладозькій Карелії в околицях річки Коллаанйокі. Тривали з 7 грудня 1939 року до закінчення Зимової війни 13 березня 1940 року.
Генерал В. Геґґлунд командував фінським 4-м армійським корпусом, який відповідав за регіон Коллаанйокі. На місці ж розташовувалася 12-та дивізія фінської армії, командувачем якої був полковник Антеро Свенссон.
Фіни здобули багато успіхів у боях навіть попри чисельну перевагу радянських сил; причиною цього стало те, що Червона армія готувалася до просування лише по шляхах, яких на території було мало і які були під контролем фінів. Окрім цього, у радянських військ не було лиж, тому вони не могли просуватися іншими маршрутами.
На фронті під Коллаа воював і відомий фінський снайпер Сімо Гяюгя.

## Попередні події
30 листопада 1939 року війська Червоної армії перейшли до наступу на кількох напрямках сухопутного кордону від Баренцева моря до Фінської затоки. Головним театром бойових дій був Карельський перешийок, на якому обидві держави сконцентрували більшу частину своїх військових сил. Другим за значенням напрямом став район між Суоярві та Ладозьким озером, де діяли другі за кількістю сили. На схід від Ладоги було розгорнуто 8-му армію на чолі з комдивом І. М. Хабаровим, якого через невдале командування з 13 грудня 1939 року було замінено на командарма другого рангу Г. М. Штерна. Вона мала в обхід Ладозького озера вийти в тил лінії Маннергейма. На цьому напрямку радянським військам протидіяв фінський 4-й армійський корпус (командир — генерал-майор Ю. Гейсканен, з 4.12.1939 року — генерал-майор Й. В. Геґґлунд), який складався з двох піхотних дивізій (командир 13-ї дивізії — полковник Г. Ганнуксела, 12-ї — полковник Л. Тіайнен). На північному фланзі корпусу діяли окрема оперативна група Т на чолі з полковником П. Талвелою (отримав звання генерал-майора 18.12.1939 року), підпорядкована безпосередньо маршалу Маннергейму.
Штаб 8-ї армії та армійський вузол зв'язку розташовувалися у Петрозаводську. Тилові частини і армійські установи базувалися на станціях Петрозаводськ та Лодєйне Поле Кіровської залізниці. У кількісному співвідношенні групування ВПС радянських 8-ї, 9-ї та 14-ї армій на початку бойових дій була в 7 разів менша за групування ВПС, яке діяло на Карельському перешийку. У складі 8-ї армії наприкінці грудня перебувала одна ескадрилья на літаках ТБ-3, літний склад якої був підготовлений до бойових дій у нічний час.
Фінська оборона спиралася на добре підготовлений рубіж по лінії Толваярві — станція Лоймола — Кітеля — річка Уксунйокі. Між укріпленим оборонним рубежем та державним кордоном було створено смугу загороджень з численними польовими укріпленнями. Як і на Карельському перешийку, тут були дротяні загородження, протитанкові рви, завали та мінні поля, але не було залізобетонних ДОТів. Особливо густа мережа мінних полів та фугасів була в районі доріг. Фінські війська при відступі знищували села та хутори, а населення евакуювалося в тил, що позбавляло радянські війська по приходу від укриттів від холоду та теплих місць для ночівлі.
В самому центрі наступу радянської 8-ї армії знаходилася 56-та стрілецька дивізія 56-го корпусу, яка наступала на напрямку Гюрсюля — Сувілахті — Лоймола та чисельність якої станом на 30 листопада 1939 року становила 15 876 осіб. На її озброєнні перебувало більше артилерії та автоматичної зброї, ніж у інших стрілецьких дивізій 8-ї армії: у артилерії дивізії нараховувалося 138 гармат, також було 559 ручних кулеметів і 179 станкових та загалом майже 100 танків. За оцінками штабу 56-ї дивізії, їй протистояла фінська дивізія чисельністю до 15 000 осіб, яка мала на озброєнні 272 ручних кулемети, 118 станкових, 14 мінометів та 36 знарядь різного калібру.
Після захоплення Суоярві 56-та дивізія відокремилася від сусідньої 139-ї стрілецької дивізії і продовжила наступ на захід вздовж шосе та залізниці Суоярві — Лоймола — Вяртсиля — Йоенсуу. 34-й полк фінської армії після втрати Суоярві 3 грудня отримав наказ відступити на лінії річки Коллаанйокі, зайняти позиції на її західному березі та укріпити їх. Фінський фронт біля залізниці мав ширину лише близько трьох метрів, а на північ та південь від фронту починалася тайга. Фронт біля Коллаанйокі тримали другий та третій батальйон 34-го піхотного полку за підтримки першого дивізіону 12-го артилерійського полку та бронепотяга № 1. Інші частини 12-ї дивізії стояли в резерві і були готові переміститися на ділянку фронту, яка може опинитися під загрозою. Штаб 12-ї піхотної дивізії розташовувався у Лоймолі неподалік від головної ділянки своєї оборони на рубежі Коллаанйокі.

## Хід битви

### Бої у грудні 1939 року
Бої на річці Коллаанйокі почалися, коли сили радянської 56-ї дивізії прибули на східний берег річки 7 грудня 1939 року; територію обороняв фінський 34-й піхотний полк, який був переміщений сюди ще 3 грудня та встиг прийти у відносну бойову готовність. Радянські війська намагалися прорвати фінську оборонну позицію, наступаючи з підтримкою танків. Втім, фінам вдалося відбити напад зокрема за допомогою артилерійського вогню. Зазнавши поразки, війська Червоної Армії ще до півночі вирішили переміститися на південь. Два батальйони 37-го стрілецького полку 56-ї дивізії залишили свої позиції та відійшли без дозволу командування; цей полк на передовій був змінений 213-м стрілецьким полком, який 10 грудня отримав наказ продовжити наступ на Лоймолу. Згідно з тим самим наказом два батальйони 184-го стрілецького полку мали бути готові до обходу в напрямку хутору Курікка і далі Лоймоли. Фіни відбили наступ 213-го полку і лінія фронту встановилася по річці Коллаанйокі. При наступі дивізія зазнала значних втрат, а також через непідходяще для морозів взуття та одяг кількість обморожених після кожного бою у 2–3 рази перевищувала кількість поранених та вбитих.

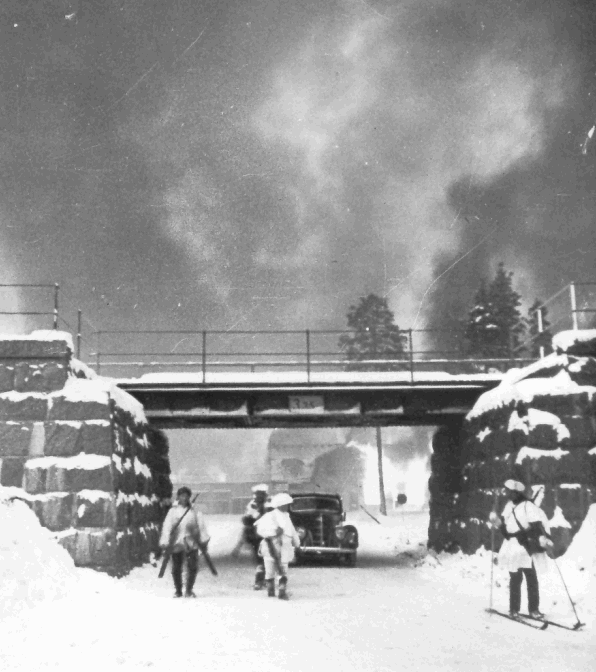
Фінські війська відступають з Сувілахті у 1939 році

Наступного дня, 8 грудня, СРСР не здійснював нападів, очікуючи прибуття останніх підрозділів дивізії. Штаб фінської 12-ї дивізії вирішив, що з військ на Коллаанйокі буде утворено Бойовий загін «Тейттінен»: до нього, окрім 34-го, увійшов і 35-й піхотний полк, а перші батальйони обидвох полків переміщувалися в інші місця. До того ж до складу загону входила й артилерія з 12-го полку польової артилерії та 23-тя саперна рота.
Вранці 9 грудня радянські війська почали новий наступ, який також був відбитий. Протягом дня на території біля Коллаа було помічено війська з усіх полків 56-ї дивізії, тому було встановлено, що вся дивізія перебувала на місці. 10 грудня підрозділи Червоної армії почали майже щоденні наступи на фронті під Коллаанйокі. У ході наступу майже без винятків протягом світлої частини дня продовжувався артилерійський обстріл фінських позицій. Метою наступу СРСР, ймовірно, було зв'язати фінські війська на фронті і в той самий час відсунути їх назад.
Коли штаб радянської 56-ї дивізії помітив, що завдати удару фінам на Коллаанйокі вдалося лише за допомогою фронтового нападу, він вирішив відправити ще два батальйони на обхід до фінського тилу через південь. Війська Червоної армії вирушили 11 грудня та просунулися приблизно на 5 кілометрів на південь від залізниці, що розділяла зону бойових дій. Водночас з цим вони також здійснили напад на фронтову лінію під Коллаанйокі за підтримкою артилерії. 12 грудня фінські війська помітили загрозу з боків та сконцентрували додаткові сили на правому фланзі. Протягом дня фінам вдалося зупинити просування червоних військ приблизно у трьох кілометрах на південь від залізниці.

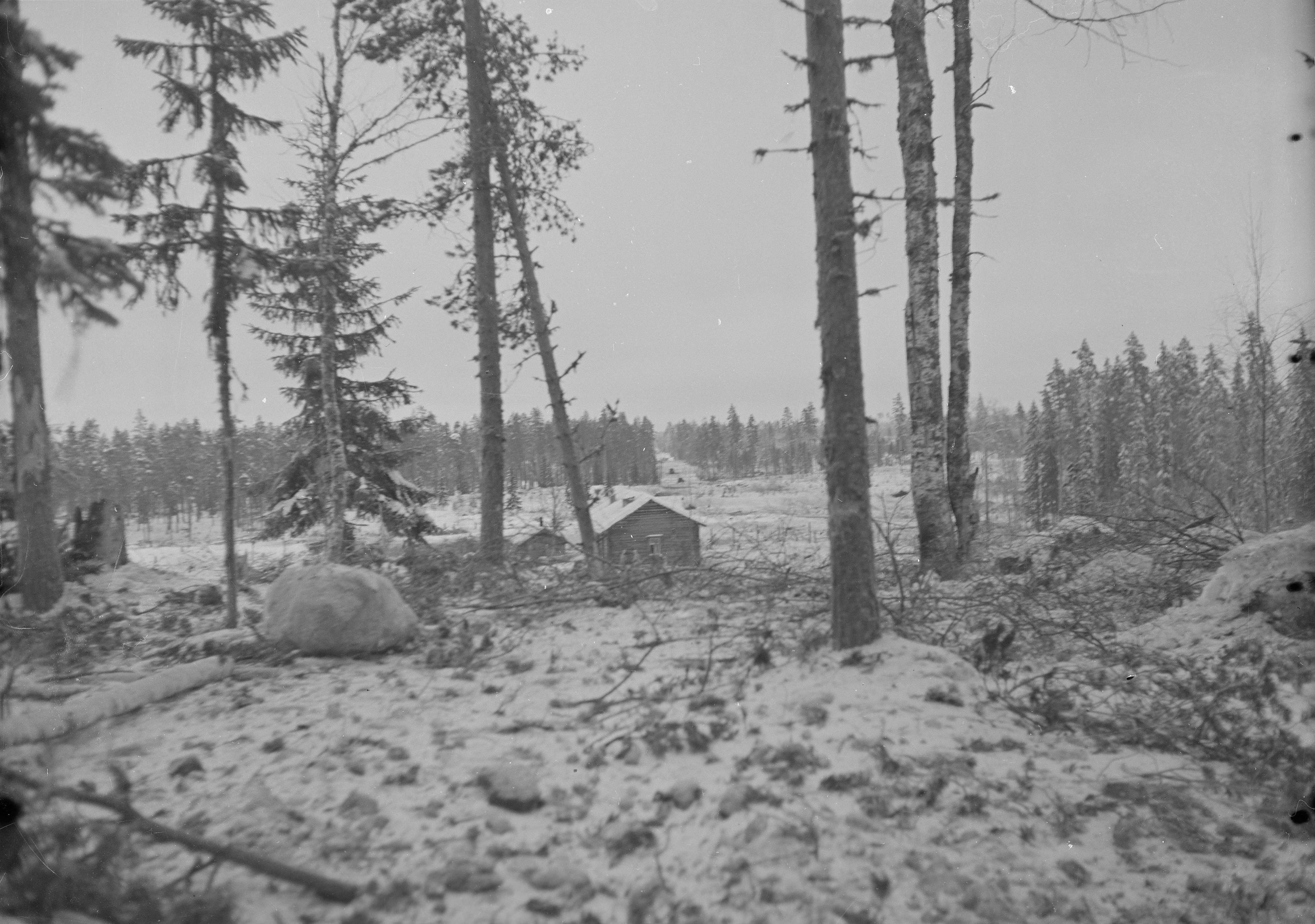
Вид на шосейний шлях

Вранці 13 грудня фінські війська перехопили радянські війська на захід від Весісуо. Битва між ними не була вирішальною, але тут радянський наступ зупинився. На фронтовій лінії Коллаа день був спокійним і фіни розтягнули свою лінію фронту на південь. Метою було перерізати шляхи для просування радянських військ в тил; це їм вдалося і наступного дня. Один із двох батальйонів, що просувалися в фінський тил, розпався та протягом дня почав відступати на свої початкові позиції. Наступної ночі фінські розвідувальні загони знайшли табір радянських військ, що розташовувався на східному узбережжі озера Коллаан'ярві — це були війська 56-ї дивізії, які були відправлені в обхід фінських оборонних позицій також з півночі. З фронту на Коллаанйокі необхідно було почати відділяти фінські війська для боротьби із загрозою з флангів.
У південних частинах зони бойових дій на Коллаанйокі ініціатива перейшла до фінів 14 грудня, коли другий радянський батальйон, що наступав, розпався та відійшов з території. Війська Червоної армії просувалися у північній частині зони бойових дій і підполковник В. Тейттінен почав відводити свої війська з зони бойових дій на півдні Коллаанйокі. Дві роти, що входили до складу радянської 56-ї дивізії, просувалися через північ до фінського тилу. Протягом дня 6-та рота фінського 34-го піхотного полку рота на чолі з лейтенантом Аарне Юутілайненом вдало здійснила наступ у східній частині Коллаанйокі: зокрема рота знищила 5 танків і захопила як трофеї дві протитанкові гармати та три кулемети. Фінські війська залишили свою передову позицію на сході Коллаанйокі. Це допомогло контрнападу, який планувалося здійснити пізніше.
15 грудня фінські війська продовжили прочісувати південну частину зони бойових дій на Коллаанйокі і помітили, що на території ще залишалися декілька радянських рот, які намагалися прорватися до залізниці на півночі. Фінським військам вдалося оточити одну з них, і її бійці здалися наступного ж ранку. Ситуація у районі Весісуо, по суті, вирішилася протягом цієї доби. У північній частині зони бойових дій почалася концентрація фінських сил для протидії радянським підрозділам, що просувалися з півночі. Оборонні війська змогли сконцентруватися на своїх позиціях на початку ночі.

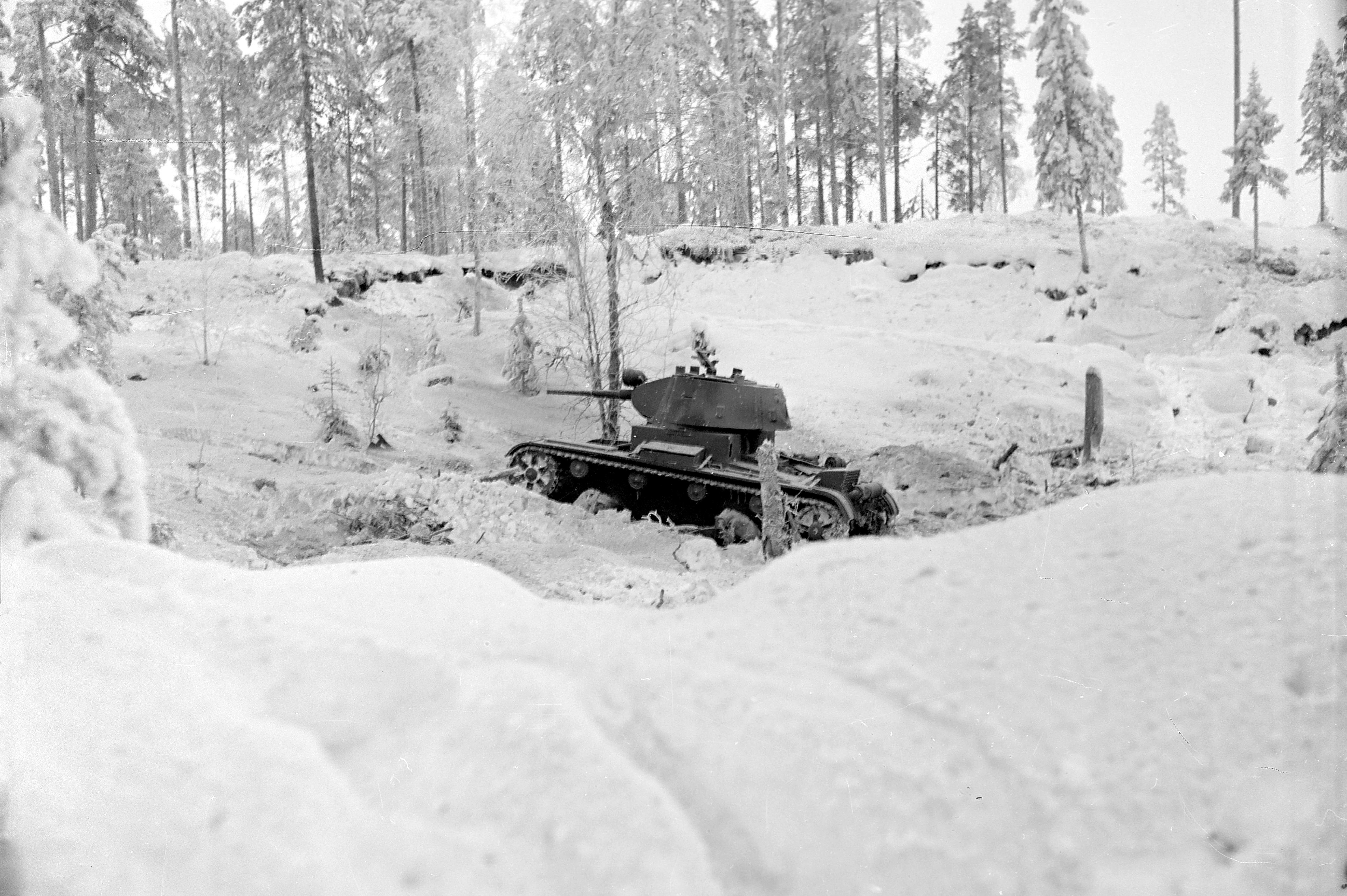
Радянський танк T-26 на західному узбережжі Коллаанйокі у грудні 1939 року

16–18 грудня фіни знову взяли ситуацію в районі Коллаанйокі під свій контроль і радянська 56-та дивізія відвела свої війська назад. Фіни отримали свої сили назад на фронт по всьому регіону Коллаа. Було помічено, що СРСР знову групує свої війська на фронті Коллаа і починає укріплюватися на позиціях.
Радянським військам не вдалося обійти фінські позиції і у боях 19 грудня день був спокійнішим. Протягом дня бойовий загін Тейттінен згрупував свої сили знову і за допомогою розвідувальних загонів намагався з'ясувати розташування радянських військ. На наступний день було заплановано початок наступу, і розвідка проводилася з урахуванням цих намірів.
Ініцатива у зоні бойових дій на Коллаанйокі перейшла до фінів, і 20 грудня о шостій годині війська Бойового загону Тейттінен почали наступ, метою якого було відсунути з території війська Червоної армії. Способом наступу було обране двобічне оточення, у ході якого як через південь, так і через північ війська у розмірі приблизно батальйону заходили в тил радянських військ. Метою було відрізати зв'язки червоноармійців з тилом приблизно у трьох кілометрах від передової у Няятяоя. Війська, що перебували на фронті, мали одночасно почати наступ на радянські позиції. Втім, протягом дня напад не вдався: причинами були опір червоноармійців, сильний мороз (-25 градусів) й те, що один із батальйонів, який мав наступати, просунувся на захід на 1,5 км більше, ніж було потрібно. Війська відступили на вихідні позиції протягом наступного вечора та ночі, проте частина фінських сил залишилася на форпостах на східному березі Коллаанйокі.

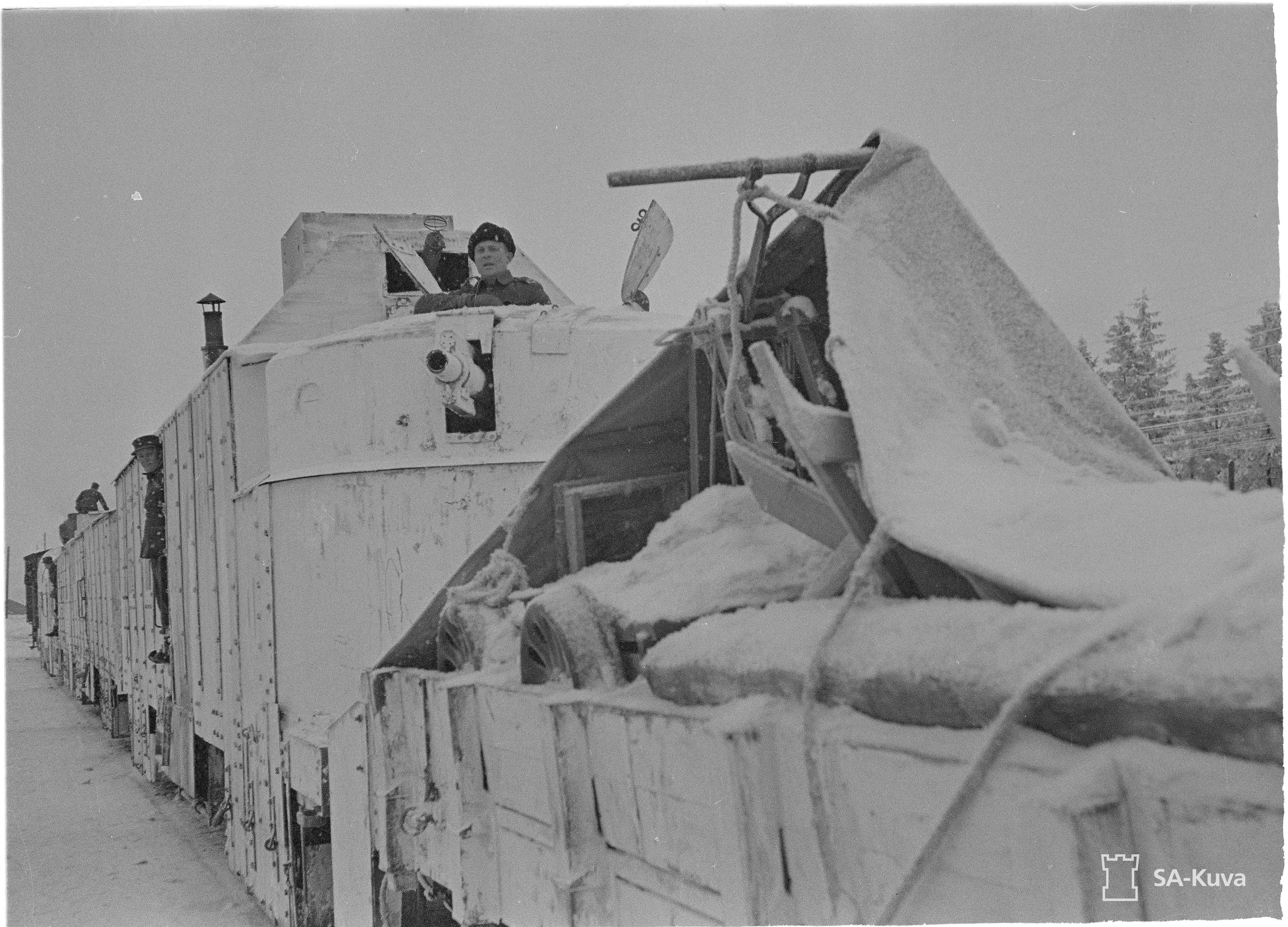
Фінський бронепоїзд № 1

У ході двох наступних днів велася підготовка до нового наступу, який був здійснений 23 грудня. План був майже такий самий, що й при попередньому наступі. Цей наступ, втім, також не привів до очікуваного результату і був перерваний ввечері того ж дня. 24 та 25 грудня частини радянської 56-ї дивізії у кілька заходів атакували у південній частині залізниці Лоймола–Суоярві за допомогою танків. Фінам все ж вдалося відбити напади.
Наприкінці 1939 та на початку 1940 року ситуація на фронті Коллаа була відносно стабільною. Втім, фіни відправляли розвідувальні загони навіть на 10–15 км у радянський тил.
За грудень 1939 руку 56-та дивізія Червоної армії втратила 2822 бійця, у тому числі 678 загиблих, 2086 поранених та 58 зниклих безвісти. У період затишшя на фронті проводилася бойова підготовка та надійшло підкріплення.

### Бої у січні 1940 року

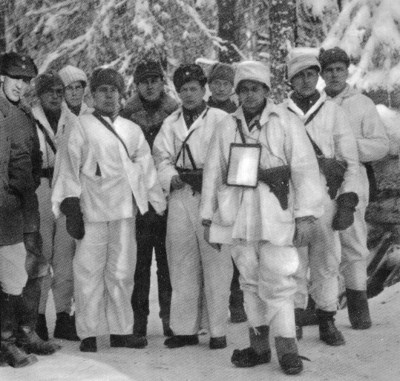
Командири фінських військ під Коллаа

Штаб 12-ї дивізії перемістив частину військ з-під Коллаа до південної частини території, за яку відповідала дивізія. Біля Коллаа залишалося ще чотири фінських батальйони та дві батареї. Ці війська 14 січня отримали назву бойового загону Ряйскя, а його командиром був призначений підполковник Гаррі Кіннунен. Незважаючи на це зменшення кількості військ, фіни продовжили активну боротьбу: зокрема 5–6 січня вони здійснили наступ і знову зайняли позиції на східному узбережжі річки Коллаанйокі у секторах залізниць та Койвуярві. Протягом наступного тижня радянські війська шляхом повторних атак намагалися відвести фінські війська назад на західний берег річки, але невдало.
З 15 по 20 січня активність радянських військ почала зростати і фіни впевнилися в тому, що на територію прибули нові радянські підрозділи. Було підтверджено, що на місце прибула 164-та радянська дивізія, тому незабаром можна було очікувати нового наступу.
21 січня о 8:50 новий наступ радянських військ почався з сильнішого артилерійського вогню, ніж раніше. Протягом усього дня Червона армія атакувала фінську передову за підтримки артилерії та приблизно двадцяти танків. За день радянські війська зайняли декілька підконтрольних фінам опорних пунктів, які, втім, протягом наступної ночі повернулися під контроль фінів внаслідок їхніх контрнаступів. Наступного дня артилерійський обстріл фінської передової продовжився, але активність радянських військ, втім, була особливо спрямована на фланги фронту під Коллаанйокі.
24 січня радянські війська зайняли один опорний пункт у північній частині зони бойових дій; втім, фіни відбили його із важкими втратами ввечері 25 січня. Наступного дня бойовий загін Ряйскя змінив назву на бойовий загін Гай. Генеральний штаб перевів на цю території із заходу Карельського перешийка командира 1-го єгерського батальйону та 1-шу роту, які прибули до північної частини фронту Коллаанйокі. В той самий день радянська активність посилилася у південній частині Коллаанйокі, тому там почали концентруватися фінські підкріплення. Протягом наступних днів сюди прибули зокрема 4-й партизанський батальйон та ескадрон власного легкого підрозділу 12-ї дивізії.
Наприкінці січня тиск, спричинений СРСР у північній частині фронту Коллаанйокі, почав слабшати, але у південній частині зони бойових дій було зафіксовано, що червоні війська намагалися прокласти шлях через північну частину розташування фінських військ до фінського тилу. 31 січня сили 1-го єгерського батальйону спробували здійснити напад на війська, що прокладали шлях, але фіни натрапили на сильні підкріплення, тому наступ зупинився.

### Бої у лютому 1940 року
На початку лютого натиск Червоної армії на передовій біля Коллаанйокі продовжився. 3 лютого у північній частині зони бойових дій знову були помічені радянські війська, що просувалися на захід до фінського тилу. Сконцентровані на території фінські війська-підкріплення, втім, змогли завадити просуванню ворога. Підрозділи Червоної армії почали відходити на свої вихідні позиції починаючи з 5 лютого.
Активна діяльність радянських військ у регіоні річки Коллаанйокі зменшилася після першого тижня лютого, і кінець місяця у цьому відношенні був спокійнішим. 11 лютого генеральний штаб Фінляндії підпорядкував 23-тю дивізію 4-му армійському корпусу. Війська 12-ї дивізії, що брали участь у боях з початку війни, було вирішено звільнити з фронту.
13 лютого фінський генеральний штаб через події на Карельському перешийку, втім, наказав відвести 23-тю дивізію з Ладозької Карелії; на території залишився 69-й піхотний полк та 23-й легкий підрозділ. Переведення 69-го піхотного полку на фронт Коллаанйокі почалося в ніч на 18 лютого, коли один з батальйонів 69-го піхотного полку звільнив один батальйон 34-го піхотного полку. Протягом наступних ночей були замінені й інші батальйони, що билися на фронті з початку війни; ситуація ж на самому фронті біля Коллаанйокі лишалася спокійною до кінця місяця. Втім, було підтверджено, що радянські війська прокладали шляхи через болотисті ліси, тому можна було очікувати нового нападу у регіоні Коллаанйокі.
Окрім вже закріплених на території військ, 8-ма армія СРСР зосередила проти фронту Коллаанйокі ще 128-му дивізію та частини 75-ї дивізії, яка раніше воювала дещо північніше. Перші дані про просування 75-ї дивізії у північній частині лісів біля Коллаанйокі були отримані 21 лютого. Дані про просування 128-ї дивізії Червоної армії у південній частині лісів були отримані починаючи з 27 лютого.

### Бої у березні 1940 року
Загалом для наступу на Лоймолу було зосереджено 6 червоноармійських дивізій; в першому ешелоні мали атакувати 4 дивізії. Головний удар наносив 1-й стрілецький корпус комдива Д. Т. Козлова, три його дивізії — 75-та, 56-та та 164-та стрілецька наносили удари вздовж доріг на Лоймолу та по обидва боки від неї. На лівому флангу 8-ї армії наступав 14-й стрілецький корпус комдива В. Г. Воронцова; його 128-ма мотострілецька дивізія наступала в першому ешелоні. В армійському резерві перебувала 24-та моторизована кавалерійська дивізія та прибувала 87-ма стрілецька. Наступ планувалося проводити одночасним потужним натиском чотирьох стрілецьких дивізій, що дозволяло уникнути оточення частин, що наступають, фланговими ударами фінських військ. Для відбиття можливих флангових ударів призначалася 24-та моторизована кавалерійська дивізія. Танки на фронті застосовувалися обмежено через непрохідність місцевості.
Новий великий наступ Червоної армії у зоні бойових дій на Коллаанйокі почався з масштабного артобстрілу 2 березня о 6:30; в обстрілі брала участь батарея із 50 гармат. Після вогневої підготовки почався безпосередній наступ 56-ї та 164-ї дивізій, які наступали на фінську лінію по всій її протяжності. За оцінками, протягом першого дня великого наступу радянська артилерія здійснила від 30 тисяч до 40 тисяч залпів; фінська артилерія в свою чергу випустила приблизно тисячу залпів. Того ж дня фінські війська почали контрнаступ на північному фланзі фронту на Коллаанйокі проти радянської 75-ї дивізії. У лісистих районах на південь від власне лінії фронту на Коллаанйокі 128-ма дивізія Червоної армії почала просування до тилу радянських військ. Фіни допускали, що війська, які просуваються, були лише окремими лижними частинами, і лише в останні дні війни з'ясувалося, що на південному фланзі просувалася ціла дивізія. Після обіду радянським військам вдалося зайняти один опорний пункт 4-го партизанського батальйону. Фіни намагалися відбити свій опорний пункт наступного дня, щоправда, безрезультатно.
3 березня артилерійський вогонь радянських військ почав вщухати, але попри це підрозділи Червоної армії змогли прорватися на фінських позиціях з боку дороги у південній частині озера Коллаан'ярві. Втім, фінам вдалося до настання вечора розбити радянські війська, що просунулися до позицій. Ситуація у східній частині фронту Коллаанйокі почала швидко слабшати, коли 164-та та 128-ма дивізії Червоної армії просувалися на захід. Для просування вони проклали у лісі кілька шляхів. Штаб фінської 12-ї дивізії утворив новий штаб у південній лісистій частині зони бойових дій, який отримав назву бойовий загін «Сілппу», який очолили війська південного партизанського флангу. Наступні три дні на фронті Коллаанйокі були тихішими, але на флангах радянські війська повільно продовжували просуватися. 4 березня війська 34-го піхотного полку намагалися напасти у тил радянських військ, які просунулися у південній лісистій частині і чисельність яких досягала майже полку, але наступ зупинився через оборону червоноармійців. На наступний день планувався новий наступ проти радянських військ, що просунулися у південній лісистій частині, але плани були скасовані на вимогу місцевого командира до 6 березня; причиною скасування була втома солдат. Наступ почався 6 березня, але зупинився через опір Червоної армії. 7 березня у південній частині лісистої місцевості довелося дещо відійти назад, але на нових позиціях вдалося тримати оборону всюди, окрім найпівденнішої частини зони бойових дій.
Бої у напрямку дороги тривали й протягом наступних днів. 9 березня радянські війська поновили наступ, і їм вдалося прорватися до фінських позицій по обидвох боках фронту на Коллаанйокі. Фінським частинам, що перебували на місці, все ж вдалося за допомогою контрнаступу повернути передову під свій контроль. Про втрати у боях свідчить те, що одна з фінських рот втратила загиблими або пораненими всіх трьох офіцерів, які у ній залишилися; серед загиблих офіцерів був лейтенант Мартті Уосіккінен. Протягом дня штаби 4-го армійського корпусу та 12-ї дивізії почали зосереджувати на території підкріплення. Через невелику чисельність військ переміщення здебільшого були перелокаціями рот і навіть окремих взводів.
10 та 11 березня повторилися події попередніх днів. Радянські війська захопили фінську передову на самому фронті Коллаанйокі. Цього разу сил підпорядкованого 12-й дивізії 69-го піхотного полку більше не вистачало для повернення передової лінії за допомогою контрнаступу під контроль фінських військ. У північній частина власне лінії фронту Коллаанйкоі радянські війська наступного дня змогли просунутися у фінський тил приблизно на 5 кілометрів. Втім, вони лишилися приблизно у 10 кілометрах від автошляху та залізничних ліній у напрямку Лоймоли.
До вечора 12 березня частинам Червоної армії вдалося здійснити прорив на 0,5–1,5 кілометри на фронті Коллаанйокі. Командир 12-ї дивізії вже планував відмовитися від усієї лінії. Проте з фронту надійшла звістка, згідно з якою ситуація ще не була занадто критичною; до того ж було отримано інформацію про прибуття сконцентрованих на території підкріплень до зони бойових дій, що змусило командира дивізії змінити свої плани. Штаб дивізії наступної ночі віддав накази навіть відвоювати передову на Коллаанйокі. Вранці 13 березня, втім, стало відомо про укладення мирного договору. Дані накази про напад було скасовано і війська отримали новий наказ: утримувати оборонні позиції до настання миру. Наступи зупинилися.
У березні під Коллаа загинуло близько 1300 фінських солдат; втрати радянської сторони лише в березні оцінюються у 6700 загиблих при загальній кількості у 8000 осіб. Бої на річці Коллаанйокі стали символом стійкості фінських військ у Зимовій війні.

## Втрати
Фінський 4-й армійський корпус, що протистояв радянській 8-й армії, зазнав значних втрат — 13948 осіб, з яких 4297 вбитими та зниклими безвісти. Втрати 8-ї армії та виділеної з неї 15-ї армії були ще більші; за період бойових дій з 30 листопада 1939 року по 13 березня 1940 року загальні втрати цих армій склали 94 674 особи, з яких 31 136 вбитими, померлими від поранень та зниклими безвісти. Співвідношення загальних та безповоротних втрат є 5,3:1 на користь фінів.
Загальні втрати 56-ї дивізії за весь період бойових дій нараховують 2016 вбитих, 6928 поранених та 522 зниклих безвісти. Значних втрат дивізія зазнала через обмороження — 1993 особи.

## Пам'ять
Залишки оборонних споруд були об'єднані у військово-меморіальний комплекс «Коллас'ярві». На території комплексу, розташованого біля селища Лоймола на 30 км на захід від Суоярві, знаходиться близько 60 солдатських поховань. у 1942 році за ініціативи лісового управління Фінляндії було вирішено відкрити доступ до пам'ятних місць Зимової війни, а також тут було встановлено пам'ятний знак — хрест Коллаа 18 м заввишки.